# Прібислав (князь стодорян)
Прібислав (*д/н —28 грудня 994) — князь стодорян у 950-х—994 роках.

## Життєпис
Був сином або онуком Тугомира, князя стодорян. Стосовно дату князювання Прібислава замало відомостей: десь у 950-х роках. Спочатку продовжив політику попередника щодо визнання зверхності королівства Німеччини. Можливо брав участь у битві при річці Лех 955 року, де колація німців та слов'ян здолала угорців.
У 960-х роках був вірним васалом Геро I, маркграфа Східної Саксонської марки. Сприяв перемогам німців проти велетів. У 962—963 роках воював разом з Геро I проти польського князя Мешко I. Після смерті Геро I у 965 році Прібислав розпочав політику, спрямовану на незалежність. Цьому спряла невдала діяльність Дітриха фон Ґальденслебена, маркграфа Північної марки.
Прібислав майже остаточно звільнився від зверхності німців після смерті імператора Оттона I Великого у 973 році. Втім до середини 970-х років Дітрих фон Ґальденслебен зумів відновити контроль над стодорянами, а Прібислав підкорився Священній Римській імперії.
У 983 році з початком повстання слов'ян проти німецьких загарбників Прібислав отримав допомогу від велетів, змусив німецьку залогу Бранібора залишити столицю стодорян. Було ліквідовано єпископські кафедри в Браніборі та Хафельсберзі. Волькмер, єпископ першого, зумів втекти.
Того ж року Прібислав брав участь у битві при Тангері (відома також як битва при Стендалі), де союз лютичів, стодорян та лужичан зазнав поразки. Проте Прібислав зумів зберегти свої володіння.
Протягом 980-х років з перемінним успіхом Прібислав боровся проти німецьких маркграфів — Мейсену, Лужици та Північної марки, яких підтримував Мешко I. Ймовірно з 987 року дотримувався союзницьких відносин з Болеславом II, князем Богемії, що був суперником Польщі. Водночас Прібислав разом з союзом стодорян увійшов до Велецького (Лютицького) союзу.
У 991 році Прібислав ще раз завдав поразки імператорським військам, змусивши їх залишити землі стодорян. Проте у 992 році стикнувся з об'єднаним наступом імператора Оттона III, богемського князя Болеслава II Побожного, польського князя Болеслава I Хороброго. Незважаючи на скруту Прібислав за підтримки велетів та данів зумів завдати поразки ворогам. Втім вже у 993 році зазнав поразки від імператорської армії. Але продовжив боротьбу до 994 року, коли загинув у битві з німцями та їх союзниками. Владу успадкував син Майнфрід.